# مولداکایوو
مولداکایوو (انگلیسی: Muldakayevo) یک شهرک در شهرستان بلورتسکی باشقیرستان کشور روسیه است.